# Oji-Cree

Verteilung der Anishinabe in Nordamerika; das Wohngebiet der Oji-Cree ist in Orange eingefärbt.

Die Oji-Cree, Severn Ojibwa oder Northern Ojibwa bilden eine Gruppe von First Nations, die in den kanadischen Provinzen Ontario und Manitoba leben und der Algonkin-Sprachfamilie angehören. Kulturell sowie historisch zählen die Oji-Cree zur Stammesgruppe der Anishinabe, der außerdem die Ojibwe (Chippewa), Saulteaux, Potawatomi, Odawa (Ottawa), Algonkin, Nipissing und Mississauga zugeordnet werden.
Die Oji-Cree sind Nachfahren aus Mischehen zwischen Ojibwe und Cree, daher stammt ihre englische Bezeichnung. Ihrer mündlichen Überlieferung zufolge wurden sie von beiden Stämmen ausgegrenzt und bildeten in historischer Zeit einen eigenen Stamm. Heute leben sie in der Mehrzahl zwischen den traditionellen Territorien der Ojibwe im Süden und der Cree im Norden und werden überwiegend den Anishinabe zugerechnet. Da sich die Oji-Cree selbst als Cree identifizierten und nicht als Ojibwe, wurden sie demzufolge von britischen und kanadischen Regierungen früher als Cree bezeichnet. Sie waren mehrheitlich Waldlandbewohner und abhängig vom Fischfang und von der Jagd sowie vom Sammeln von Wildreis und anderer wilder Pflanzen.

## Heutige Situation
Nach Angaben der kanadischen Statistikbehörde erhöhte sich die Zahl der Sprecher von Oji-Cree von 1996 bis 2001 von 5.480 auf 5.610 Personen, also um 2,4 %, während diejenige der als Ojibwe zusammengefassten Varianten um 6 % und die der Cree um 3,1 % abnahm. Die Oji-Cree-Sprache mit heute rund 12.600 Sprechern ist strukturell jedoch der Ojibwe-Sprache näher als der Cree-Sprache.
Dem Zensus aus dem Jahr 2015 zufolge beläuft sich die Bevölkerungszahl der Oji-Cree-Gemeinden auf 26.263 Personen, die insgesamt 36 First Nations angehören. Die größte First Nation in Manitoba ist die Garden Hill First Nation mit 2.776 Angehörigen (2011), während die Sandy Lake First Nation mit 3.034 (2015) die meisten Angehörigen in Ontario aufweist. Zahlreiche Oji-Cree leben darüber hinaus in überwiegend weißen Ortschaften. Die meisten Niederlassungen liegen entlang der wichtigsten Wasserläufe und an kleineren Seen. Es ist ihnen gestattet, dort zu fischen und zu jagen. Auch hier gibt es die Probleme, mit denen sich die meisten First Nations befassen müssen. Dazu gehört das System der Residential Schools mit seinen Folgen. In den internatartigen Schulen waren viele Kinder Übergriffen ausgesetzt und verloren nach und nach ihre kulturellen Wurzeln und ihre traditionelle Sprache. Die Zahl der Prostituierten in den Großstädten ist unter den Indianerinnen überproportional hoch.